# アルマヴィア967便墜落事故
アルマヴィア967便墜落事故（アルマヴィア967びんついらくじこ）は、2006年5月3日にアルマヴィアの旅客機が黒海に墜落した航空事故である。

## 事故の概要
アルマヴィア967便のエアバスA320（機体記号EK-32009、1995年製造）は、アルメニアのエレバンを午前0時47分に離陸し、ロシアのソチに向かっていた。
ソチへの2回目のアプローチの最中であった午前2時15分（現地時間、協定世界時5月2日午後10時15分）に黒海の沖合6kmに墜落した。この事故で乗員8名と子供6名を含む乗客105名の113名全員が死亡した。乗客の国籍はアルメニア77名、ロシア26名、ウクライナ1名、グルジア1名であり、乗員8名は全員アルメニアであった。

## 事故原因
事故当時、967便は激しい雨に見舞われていた。事故の17秒前まで安定した飛行をしていたにもかかわらず、事故機は60度近い急角度で海面に墜落していた。そのため残骸は広範囲に散乱し、主要な部分は水深約400m以下の海底に沈んだ。捜索・収容作業は悪天候に阻まれて難航した。ロシア非常事態省は、事故原因として操縦乗員が悪天候で神経質になり致命的なパイロットミスを犯し墜落したものと断定した。操縦していた機長がストレスにより高度1,800フィート (550 m)で右旋回中に機首を下げたために機体は横滑りし急降下した。EGPWSが作動したものの副操縦士が効果的な回避行動を行わなかったために機体はそのまま海面に激突した。

## 備考
- エアバスA320の事故としては4例目である。この事故の2日後（5月5日）には、ブリュッセルで整備中だったアルマヴィア所有の別の機体（EK-32010）もハンガーの火災で失われ、アルマヴィアは2日間で2機のA320を失った。